# Sarnath

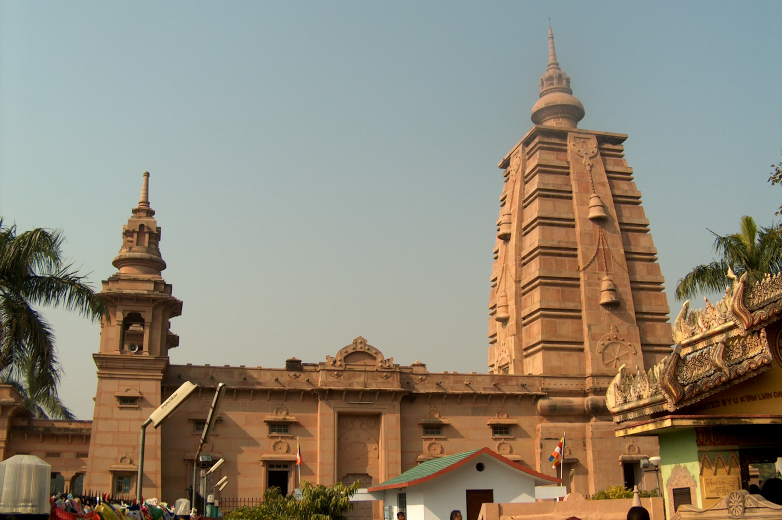
Sarnathissastupan.

Sarnath (tidigare även Mrigadava, Rishipattana, Isipatana) är en plats i delstaten Uttar Pradesh i Indien. Det var i Sarnath som den första buddhistiska Sangha (gemenskapen) bildades. Buddha (Siddhartha Gautama) höll här sin första predikan. I dag ligger Sarnath inom storstaden Varanasis stadsgräns.